# Nepvolger
Nepvolgers zijn valse socialmedia-accounts die gemaakt worden om het aantal volgers van een ander account kunstmatig te verhogen. Zo wordt er een valse indruk gegeven van hoe 'echt' of belangrijk een account is.
In 2022 bleek uit onderzoek van techplatform TechTiek dat veel bekende Nederlanders en influencers tienduizenden nepvolgers hebben.

## Nepvolgers herkennen
Nepvolgers zijn te herkennen aan een aantal zaken:
- het ontbreken van een profielfoto
- het ontbreken van een bio
- het hebben van (vrijwel) geen posts
- het volgen van grote aantallen andere accounts, met name influencers en bedrijven
- het hebben van weinig tot geen eigen volgers

## Kopen van nepvolgers
Nepvolgers kun je op internet kopen op verschillende websites. Zodra volgers worden gekocht, wordt een leverancier ingeschakeld. De verkoper stuurt de naam van het account naar de leverancier en het geld wordt overgemaakt. Leveranciers zitten vaak in landen als Rusland, Oekraïne of India. De nepaccounts, die met tienduizenden tegelijk worden aanmaakt, worden door de leverancier centraal aangestuurd en deze zorgt ervoor dat zij iemand gaan volgen.